# Jérôme d'Ambrosio
Jérôme d'Ambrosio (Etterbeek, 27 de dezembro de 1985) é um ex-piloto de corridas e executivo de automobilismo belga que atualmente é o vice-diretor de equipe da Scuderia Ferrari e chefe da Ferrari Driver Academy. Anteriormente, ele foi diretor de desenvolvimento de pilotos da equipe de Fórmula 1 da Mercedes, ocupou o cargo de chefe de equipe da Venturi Racing na Fórmula E e, pilotou para a equipe Marussia Virgin Racing na temporada de 2011 da Fórmula 1, e no ano de 2012, ele correu pela Lotus F1 Team em apenas uma corrida.

## Carreira

### Formula Renault
D'Ambrosio ganhou a Fórmula Renault 1.6L Belga em 2003, correndo para a equipa do ex piloto de Fórmula 1 e compatriota Thierry Boutsen. Em 2004, Jêrome foi para o Campeonato Francês de Formula Renault 2.0 e correu Formula Renault Italiana. Em 2005 correu na Eurocup Formula Renault 2.0. Em 2006, correu na World Series by Renault. Para 2008 Jêrome d'Ambrosio assinou com a equipa de GP2 DAMS.

### Formula König
Jêrome D'Ambrosio correu também na Fórmula Köning Alemã, no campeonato de 2003, acabando a época em 4º.

### Formula 3000
Em 2005, D'Ambrosio correu uma corrida na classe Light da Fórmula 3000 Italiana, continuando na categoria Fórmula 3000 na renomeada Euroseries 3000 em 2006. Fazendo também corridas de World Series by Renault, acabou a Formula Euroseries 3000 em 5º.

### Sports car
Em 2006, D'Ambrosio disputou uma corrida do FIA GT Championship, correndo com um carro da equipa Gillet Vertigo na classe GT2.

### Formula Master
Em 2007, D'Ambrosio correu na 1ª temporada de Formula Master Internacional com a equipa Cram Competition. Ganhou as primeiras 5 corridas, somou 100 pontos e foi o 1º campeão da categoria.

### GP2 Series
Em 2008, D'Ambrosio compete nas GP2 Series e nas novas GP2 Asia Series pela equipa DAMS, tendo como companheiro de equipa o japonês Kamui Kobayashi. O belga terminou a temporada em décimo primeiro com dois segundos lugares. Ele permaneceu na equipe para a temporada da GP2 Asia Series de 2008/2009 e terminou como vice-campeão atrás apenas de seu companheiro de equipe, Kobayashi. Na temporada da GP2 Series de 2009, permaneceu na DAMS e terminou em nono.

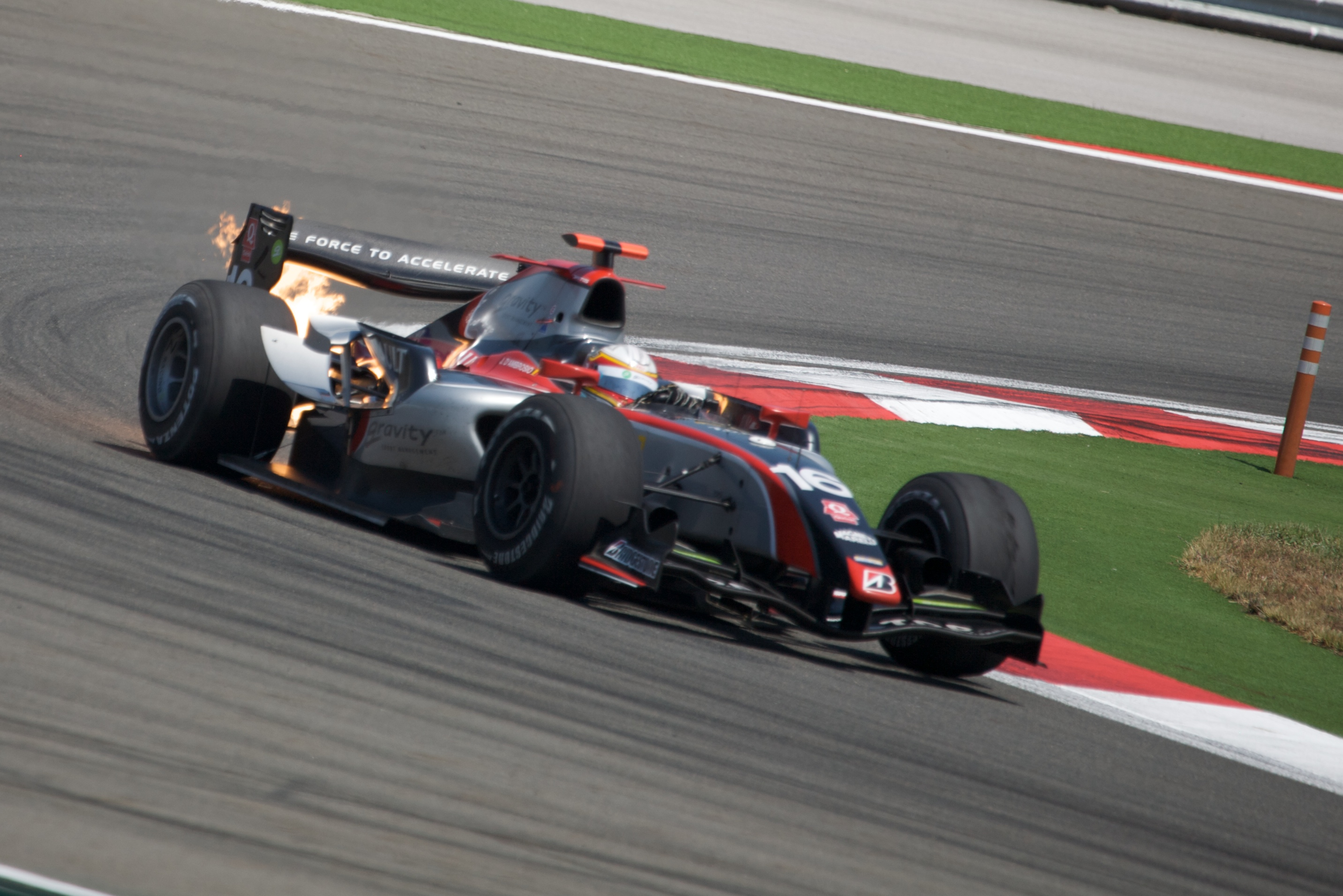
Carro utilizado por d'Ambrosio na GP2 Series

### Fórmula 1
Em 31 de janeiro de 2010, D'Ambrosio foi anunciado como piloto reserva da equipe Renault F1 Team.
Em Dezembro de 2010, foi anunciado como segundo piloto da Marussia Virgin, substituindo assim Di Grassi para a temporada de Fórmula 1 de 2011. Não teve uma boa sorte na temporada 2011, e ao fim da temporada foi dispensado pela Marussia e substituído por Charles Pic (ex-Addax Team) para a temporada seguinte.
No dia 24 de janeiro de 2012, D'Ambrosio foi então confirmado novamente como piloto reserva da equipe Lotus. No GP da Itália deste ano, substituiu o piloto principal Romain Grosjean, suspenso da etapa por ter causado um grave acidente logo na largada na corrida anterior, o GP da Bélgica.

### Fórmula E
D'Ambrosio começou a pilotar pela Dragon Racing na primeira temporada da Fórmula E (2014–15). Tem uma vitória herdada (devido a desclassificação do primeiro colocado Lucas Di Grassi) no ePrix da Cidade do México na segunda temporada da categoria. Em maio de 2018, d'Ambrosio anunciou que deixaria a Dragon Racing, depois de quatro temporadas pela equipe. Ele se juntou a equipe Mahindra Racing para a disputa da temporada de 2018–19. D'Ambrosio permaneceu na equipe para a disputa da temporada de 2019–20.
D'Ambrosio continuou com a Mahindra Racing para o Campeonato de Fórmula E de 2019–20, com a equipe entrando em uma parceria com a ZF Friedrichshafen para o desenvolvimento do seu trem de força. O pacote da equipe era pouco competitivo e lutava pela eficiência nas condições de corrida.

### Gestão esportiva
Em 30 de outubro de 2020, d'Ambrosio ingressou na ROKiT Venturi Racing como vice-diretor da equipe para o Campeonato Mundial de Fórmula E de 2020–21, dando seus primeiros passos no gerenciamento de equipes de automobilismo. Em novembro de 2021, ele foi promovido ao cargo de chefe de equipe após uma reestruturação administrativa, com a ex-chefe da equipe, Susie Wolff, sendo nomeada para o cargo de diretora executiva.
Sob a liderança de d'Ambrosio, a Venturi experimentou sua campanha de maior sucesso na temporada de 2021–22, com a equipe vencendo cinco corridas e marcando dez pódios em dezesseis corridas, além de terminar em segundo no Campeonato Mundial de Equipes com 295 pontos. Entretanto, em 16 de setembro de 2022, foi anunciado que d'Ambrosio havia deixado a equipe antes de sua transição para a Maserati MSG Racing para a temporada de 2022–23.
No início do Campeonato Mundial de Fórmula 1 de 2023, d'Ambrosio passou a trabalhar em estreita colaboração com o chefe da equipe de Fórmula 1 da Mercedes, Toto Wolff de forma informal. Durante o Grande Prêmio da Arábia Saudita de 2023, Wolff anunciou que d'Ambrosio havia adquirido um papel formal como diretor de desenvolvimento de pilotos da equipe. Com ele cuidando e gerenciando todos os jovens pilotos da Mercedes em diversas categorias do automobilismo.
A Scuderia Ferrari anunciou em maio de 2024 que d'Ambrosio se juntaria à sua equipe a partir de 1 de outubro do mesmo ano, trabalhando como vice-diretor de equipe e chefe da Ferrari Driver Academy, o programa de desenvolvimento de jovens pilotos da equipe.

## Resultados
| Época   | Campeonato                                 | Equipa                       | Corridas | Poles | Vitórias | Pontos | Lugar final |
| ------- | ------------------------------------------ | ---------------------------- | -------- | ----- | -------- | ------ | ----------- |
| 2003    | Formula Renault 1.6L Belga                 | Thierry Boutsen Racing       | ?        | ?     | ?        | ?      | 1º          |
| 2003    | Formula König                              | ?                            | ?        | ?     | ?        | 240    | 4º          |
| 2004    | Championnat de France Formula Renault 2.0  | Graff Racing                 | 14       | 0     | 0        | 156    | 4º          |
| 2004    | Eurocup Formula Renault 2.0                | Graff Racing                 | 7        | 0     | 0        | 28     | 16º         |
| 2005    | Formula Renault Championship Italiana 2005 | Euronova Racing              | 17       | 1     | 1        | 199    | 4º          |
| 2005    | Formula Renault Championship Italiana      | Euronova Racing              | 2        | ?     | 2        | 40     | 3º          |
| 2005    | Eurocup Formula Renault 2.0                | Euronova Racing              | 6        | 0     | 0        | 22     | 15º         |
| 2005    | Formula 3000 season Italiana 2005          | Euronova Racing              | 1        | 0     | 0        | 9      | 6º          |
| 2006    | Euroseries 3000                            | Euronova Racing              | 10       | 0     | 0        | 39     | 5º          |
| 2006    | 2006 World Series by Renault season        | Tech 1 Racing                | 7        | 0     | 0        | 0      | NC          |
| 2006    | 2006 FIA GT Championship                   | Gillet Vertigo Streiff (GT2) | 1        | 0     | 0        | 0      | NC          |
| 2007    | International Formula Master               | Cram Competition             | 16       | 1     | 5        | 100    | 1º          |
| 2008    | GP2 Series                                 | DAMS                         | 20       | 0     | 0        | 21     | 11º         |
| 2008    | GP2 Asia Series                            | DAMS                         | 10       | 0     | 0        | 12     | 11º         |
| 2008–09 | GP2 Asia Series                            | DAMS                         | 11       | 1     | 0        | 36     | 2º          |
| 2009    | GP2 Series                                 | DAMS                         | 20       | 0     | 0        | 29     | 9º          |

## Posição de chegada nas corridas de Fórmula 1
Legenda:
| Ano  | Equipe                 | Chassi        | Motor                | 1      | 2       | 3      | 4      | 5      | 6      | 7      | 8      | 9      | 10     | 11     | 12     | 13      | 14     | 15     | 16     | 17     | 18      | 19     | 20  | Pontos | Posição  |
| ---- | ---------------------- | ------------- | -------------------- | ------ | ------- | ------ | ------ | ------ | ------ | ------ | ------ | ------ | ------ | ------ | ------ | ------- | ------ | ------ | ------ | ------ | ------- | ------ | --- | ------ | -------- |
| 2011 | Marussia Virgin Racing | Virgin MVR-02 | Cosworth CA2011 V8   | AUS 14 | MAL Ret | CHN 20 | TUR 20 | ESP 20 | MON 15 | CAN 14 | EUR 22 | GBR 17 | ALE 18 | HUN 19 | BEL 17 | ITA Ret | SIN 18 | JAP 21 | COR 20 | IND 16 | ABU Ret | BRA 13 |     | 0      | NC (24º) |
| 2012 | Lotus                  | Lotus E20     | Renault RS27-2011 V8 | AUS    | MAL     | CHN    | BAR    | ESP    | MON    | CAN    | EUR    | GBR    | ALE    | HUN    | BEL    | ITA 13  | SIN    | JAP    | COR    | IND    | ABU     | EUA    | BRA | 0      | NC (23º) |

‡ Em corridas que não completaram 75% das voltas a pontuação é reduzida pela metade.